# 토미 힌클리

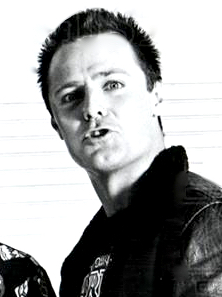

토미 힌클리(Tommy Hinkley, 1960년 5월 31일 ~ )는 미국의 배우, 성우, 텔레비전 배우, 영화배우, 영화 프로듀서이다.
엘센트로에서 태어났다.

## 영화
- 하드코스트 (2013년)
- 최민수의 어쌔씬 코드 (2011년)
- 레더헤즈 (2008년)
- 플라이보이스 (2008년) - 존 역
- 오션스 13 (2007년)
- 발렌타인 맨 (2004년)
- 엔젤 인 더 패밀리 (2004년)
- 컨페션 (2002년)
- 페일 세이프 (2000년)
- 언더 프레셔 (2000년)
- 리틀 뱀파이어 (2000년)
- 타이쿠스 (1998년)
- 생매장 2 (1997년)
- 케이블 가이 (1996년)
- 허 데들리 라이벌 (1995년)
- 스타 트랙 7 - 넥서스 트랙 (1994년) - 저널리스트 #1 역
- ER (1994년)
- 결혼 이야기 (1992년)
- 인간 방패 (1991년)
- 춤추는 영혼 (1991년)
- LA 이야기 (1991년)
- 화려한 유혹 (1990년)
- 죽음의 밤 4 - 저주받은 초대 (1990년)
- 궁둥이에 총을 쏜 남자 (1990년)
- 레이즈 메일 헤레로섹슈얼 댄스 홀 (1987년)